# Begonia varipeltata
Espèce
Begonia varipeltata est une espèce de plantes de la famille des Begoniaceae.
Elle a été décrite en 2008 par Daniel C. Thomas.